# Aldeanueva de Guadalajara
Pour les articles homonymes, voir Aldeanueva.
Aldeanueva de Guadalajara est une commune d'Espagne de la province de Guadalajara dans la communauté autonome de Castille-La Manche.